# Hauck (Fabrikantenfamilie)

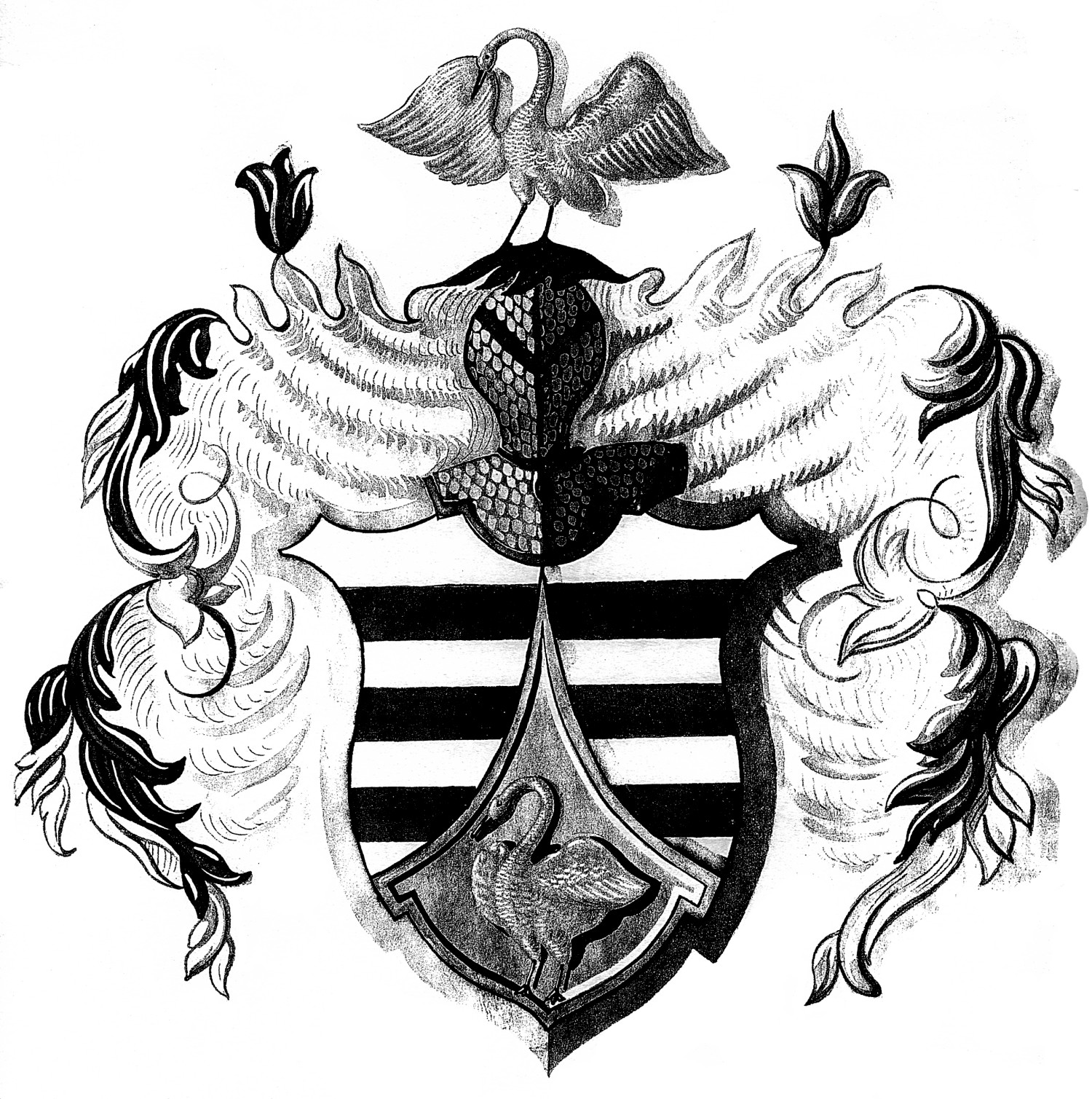
Wappen der Familie Hauck

Die Fabrikantenfamilie Hauck stammt von einer im 17. und 18. Jahrhundert nachgewiesenen Müllersfamilie aus Wassertrüdingen ab. Unternehmerische Bedeutung erlangten vor allem Gustav Hauck (1837–1911) und dessen Söhne Ludwig (1870–1939) und Otto Hauck, die Fabrikanten in Heilbronn waren. Gustav Haucks Bruder Guido Hauck (1845–1905) war Wissenschaftler in Berlin.

## Wappen der Familie Hauck
Das Wappen der Familie Hauck zeigt in Silber drei schwarze Balken und übers Ganze eine geschweifte Spitze. Darin befindet sich ein schwarzbewehrter, silberner Schwan mit geschlossenen Flügeln. Der Helmschmuck zeigt wieder den Schwan, der auf dem Schild zu sehen ist, aber diesmal zum Fliegen bereit ist.

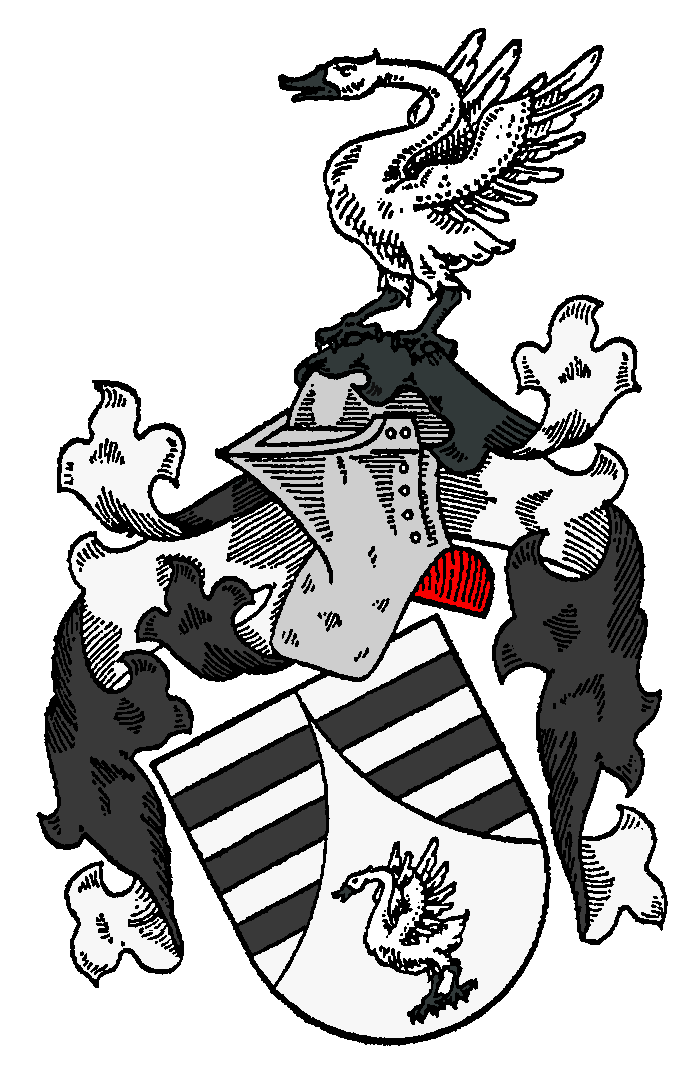
Wappen der Familie Hauck

## Geschichte und Stammbaum der Familie Hauck
Der erste Vorfahre der Familie Hauck – Andreas Hauck (* 1619; † 1688 in mittelfränkischen Wassertrüdingen) war nach mündlicher Überlieferung als Handwerksgeselle aus Tirol eingewandert, sein Sohn Johann Kaspar (* 1665; † 1723) und ebenso der Enkel Georg Michael I (* 1693; † 1761 in Wassertrüdingen) waren Stadtmüller in Wassertrüdingen. Georg Michael zog nach Zirndorf, wo 1742 sein Sohn Johann Georg, der Brauereiverwalter wurde, und 1778 sein Enkel Johann Heinrich, der Registrator wurde, geboren wurden. Johann Heinrichs Sohn Georg Ludwig Gustav Hauck (* 1809 in Nürnberg), Kaufmann, wurde dann in Heilbronn ansässig, wo er die einzige Tochter des 1831 verstorbenen Kaufmanns Johann Ludwig Reiner heiratete. In Heilbronn wurden 1837 auch Georg Ludwig Gustavs Sohn Gustav von Hauck, Fabrikant, und 1870 sein Enkel Ludwig Hauck sowie dessen Nachkommen geboren.

### Frühe Vorfahren und Begründer der Stämme und Linien
Andreas Hauck (* 1619; † 1688 in mittelfränkischen Wassertrüdingen)
1. Kaspar Hauck (* 1665; † 1723 in Wassertrüdingen) Stadtmüller
  1. Georg Michael Hauck (* 1693; † 1761 in Wassertrüdingen) Stadtmüller

### IV. Linie (Ansbach)
Johann Georg  Hauck (* 1742; † 1816 in Zirndorf) markgräflich-ansbachischer Brauereiverwalter in Zirndorf, IV. Linie (Ansbach)
1. Georg Michael Hauck (* 1766; † 1839), Müller der Zirndorfer Mühle
  1. Konrad I Hauck (* 1796; † 1845)
  2. Johann Adam Hauck (* 1797; † 1858), Großkaufmann und Schiffseigner in Rotterdam, ⚭ 1837 Cornelia Tenthoff
    1. Heinrich Hauck (Henri Christiaan, * 1829; † in Rotterdam), Kaufmann und Brauereibesitzer in Nürnberg

  3. Paulus Karl Wilhelm Theodor Hauck (* 1799; † 1848), ab 1845 Müller der Zirndorfer Mühle, Landtagsabgeordneter
    1. Babette I Hauck (* 1828; † 1900), verheiratet
    2. Johanna Hauck (* 1840; † 1896), verheiratet
    3. Cajetana Hauck (* 1845; † 1866), verheiratet
    4. Babette II Hauck (* 1848; † 1885), verheiratet
    5. Konrad II Hauck (* 1842; † 1893), Mehlhändler

  4. Konrad Christoph Hauck (* 1808; † 1859), Bierbrauerei-Besitzer in Langenzenn bei Nürnberg
    1. Johann Jakob Hauck (* 1852; † 1905), Bierbrauerei-Besitzer in Langenzenn bei Nürnberg
      1. Georg Elias Hauck (* 1889; † ?), Bierbrauerei-Besitzer in Langenzenn bei Nürnberg
2. Maria Helena Hauck (* 1770; † ? ), ⚭ 1803 Karl Ludwig Schenk von Geyern, Großmutter von Amelie Schenk von Geyern (1832–1897)[2]
3. Christine Wilhelmine Hauck (* 1771; † 1835)
4. Johann Heinrich Hauck (* 1778; † 1862 in Zirndorf), Registrator
  1. Gustav I. Hauck (* 1809; † 1863 in Nürnberg), Kaufmann ⚭ Caroline Reiner
    1. Ludwig Hauck (* 1836; † 1866)
    2. Gustav II. v. Hauck (* 23. August 1837 in Heilbronn; † 7. Oktober 1911 in Heilbronn) ⚭ (4. Februar 1869) Emilie Meyer (* 25. April 1847 in Heilbronn; † 12. November 1901 in Heilbronn)
      1. Ludwig II Hauck (* 3. April 1870; † 22. März 1939) ⚭ (26. Mai 1896) Else Schmidt (* 2. Oktober 1874 in Heilbronn, † ?)
        1. Emilie, genannt Elly Hauck (* 11. September 1900 in Heilbronn, † 5. April 1949) ⚭ (24. Juli 1937) Carl Stieler
        2. Werner Hauck[5] (* 18. März 1902, † 23. Juli 1985), Fabrikant in der Schweinsberger Straße, seit 1. Juli 1927 Prokurist, 1928 Teilhaber der Zigarrenfabrik Joh. Ludw. Reiner, die er 1973 auflöste ⚭ (24. März 1934) Gretl, geb. Pfleiderer
          1. Hans Ludwig (* 15. September 1937 † 30.12.2021), Ingenieur
            1. Thomas (* 1965 in Heilbronn)
            2. Martin (* 1967 in Heilbronn)
            3. Stefan (* 1971 in Heilbronn)

          2. Michael (* 27. September 1939 † 1993), Kaufmann

        3. Reinhard Hauck (* 28. Mai 1905; † 22. August 1943)

      2. Julie Hauck (* 1871; † ?)
      3. Emma Hauck (* 1873; † ?)
      4. Otto Karl Hauck (* 25. November 1874; † 30. Januar 1933) ⚭ (10. Januar 1905) Martha Reibel (* 30. März 1886 in Heilbronn, † ?)
        1. Marga (* 1906; † ?)

    3. Helene Hauck (* 1840; † 1884) ⚭ Apotheker Lang, Heilbronn
    4. Elise Hauck (* 1841; † 1878) ⚭ Kaufmann Renner, Heilbronn
    5. Mathilde Hauck (* 1843; † ?) ⚭ Cluß
    6. Julie Hauck (* 1847; † 1922) ⚭ Oberregierungsrat, Stuttgart
    7. Marie Hauck (* 1850; † 1916)
    8. Hedwig Hauck (* 1853; † ?)

  2. Julius Albert Hauck (* 1810; † 1854)
    1. Albert I Hauck (* 1845; † 1918), Theologe
      1. Albert II Hauck (* 1877; † ?)
        1. Albert III Hauck (* 1913; † ?)
        2. Karl Hauck (* 1916; † 2007), Mediävist
          1. Ernst Hauck (* 1954), Jurist
            1. Erik Hauck (* 1973)
              1. Lily Hauck (* 2004)
              2. Hope Hauck (* 2006)
              3. Carl Hauck (* 2008)
              4. Theodore Hauck (* 2014)

            2. Friederike Hauck (* 1984)
            3. Gesa Hauck (* 1986)
            4. Sören Hauck (* 1989)
            5. Lars Hauck (* 1992)
            6. Sven Hauck (* 1995)

        3. Ernst Hauck (* 1919; † ?)

      2. Friedrich Hauck (* 1882; † 1954)
        1. Frieda Hauck (* 1913; † ?)
        2. Hermann Hauck (* 1916; † ?)
        3. Karl Hauck (* 1920; † ?)
        4. Luise Hauck (* 1924; † ?)

      3. Heinrich Hauck (* 1886; † ?)
        1. Ingeborg Hauck (* 1920; † ?)
        2. Ursula Hauck (* 1922; † ?)

      4. Robert Hauck (* 1879; † 1893)
      5. Karl Hauck (* 1880; † 1916), im Weltkrieg gefallen

    2. Robert von Hauck (* 1847; † 1905)
    3. Frida Hauck (* 1844; † 1923)
    4. Franziska Hauck (* 1848)
    5. Elise Hauck (* 1850)

  3. Elise Hauck (* 1812; † 1885)
  4. Hermann Hauck (* 1815; † 1889) ⚭ (1841) Hedwig Elben (* 1819 in Beilstein, † 1888) ab 1842 Teilhaber der Firma Reiner
    1. Alfred I Hauck (* 1843; † 1894)
      1. Hattie Hauck (* 1872; † ?)
      2. Mary Hauck (* 1876; † ?)
      3. Alfred II Hauck (* 1886; † ?)
      4. Leonore Hauck (* 1889; † ?)

    2. Hermann Guido Hauck (* 26. Dezember 1845 in Heilbronn; † 25. Januar 1905 in  Berlin-Charlottenburg) ⚭ (1872) Marianne Jäger (* 1847), geheimer Regierungsrat und Professor für Mathematik
      1. Alfred Hauck (* 1875; † ?)
        1. Rose-Marie Hauck (* 1906; † ?)
        2. Charlotte Hauck (* 1908; † ?)

      2. Hedwig Hauck (* 1873; † ?)
      3. Margherete Hauck (* 1883; † ?)

    3. Richard Hauck (* 1840; † 1913)
    4. Oskar Hauck (* 1852; † 1872)

  5. Ernst Hauck (* 1819; † 1894)
  6. Mathilde Hauck (* 1820; † 1889)